# Enric d'Uppsala
Enric (en finès: pyhä Henrik o piispa Henrik, o bisbe Enric) és un personatge llegendari, la llegenda del qual potser prové d'un prevere que realment existís i que morí cap al 1150. La tradició diu que venia de Suècia i que, juntament amb Eric IX de Suècia va conquerir el territori de Finlàndia i hi morí com a màrtir, esdevenint l'origen de l'Església catòlica en aquelles terres. La seva historicitat, però, no ha estat demostrada.
Amb el seu llegendari assassí Lalli, Enric és un dels personatges centrals de la història medieval de Finlàndia. És venerat com a sant per l'Església catòlica i diverses esglésies protestants.

## Llegenda
La principal font de la llegenda és una vida escrita al final del segle xiii, on es narra la història del rei Eric el Sant de Suècia. Diu que Enric era d'origen anglès, bisbe d'Uppsala en temps del rei Eric IX de Suècia; tots dos governaven el regne pacíficament. Amenaçats pels finesos pagans, van combatre'ls i van conquerir el territori de l'actual Finlàndia, batejant els seus habitants i edificant-hi esglésies. Mentre Eric tornava a Suècia, Enric romania entre els finesos, predicant el cristianisme. El bisbe va imposar una penitència a un assassí, però aquest, enrabiat, va matar-lo, per la qual cosa el bisbe va ser considerat un màrtir.
A més, la Vita inclou onze històries de miracles atribuïts a la intercessió del sant: guariments, ressurreccions, salvaments de persones en perill, etc.

### Mort
El poema La mort d'Enric, d'arrel popular i probablement medieval (les còpies escrites més antigues són del segle xvii), explica una tradició diferent de la mort del bisbe. Segons ell, va ser mort per un home anomenat Lalli. La dona d'aquest, Kerttu, li havia mentit dient que, abans de deixar casa seva, Enric, que n'havia estat hoste mentre viatjava pel país, els havia robat menjar per a ell i el seu cavall. Lalli, irat, va perseguir Enric i el va matar d'un cop de destral al llac Köyliönjärvi. El cos del bisbe va ésser sebollit a Nousiainen, on els bous que arrossegaven el trineu on anava el bisbe van aturar-se.
L'assassí havia pres com a trofeu el capell del bisbe: en posar-se'l li van caure els cabells; en treure's l'anell que també li havia pres, li va caure la carn del dit. Desesperat, va córrer fins al llac i va ofegar-s'hi.

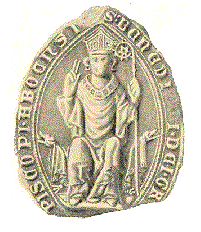
El bisbe Enric en un segell del bisbe Benet de Finlàndia, 1332
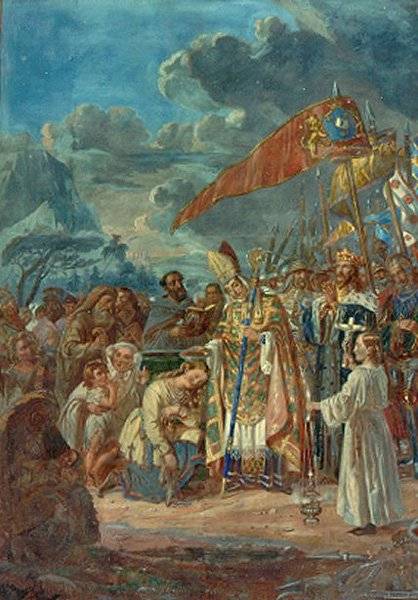
El bisbe batejant finesos, per Robert Wilhelm Ekman, ca. 1832 (Catedral de Turku)
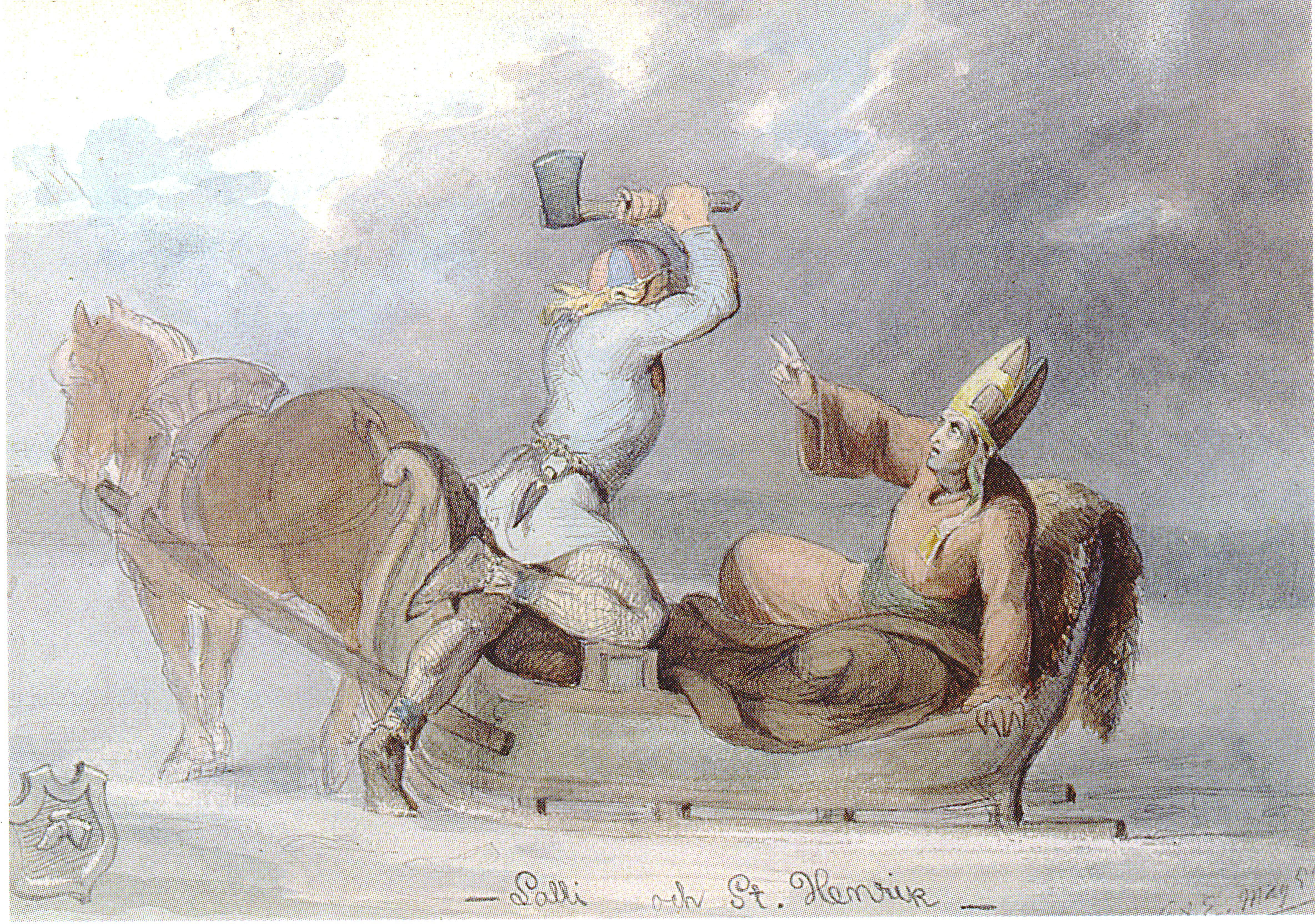
Assassinat d'Enric per Lalli, per C. A. Ekman, 1854

## Historicitat
Les fonts sobre la croada d'Eric IX a Finlàndia són tardanes, de 1270 i 1344, i formen part de la llegenda d'aquest sant rei. L'expedició a Finlàndia no surt documentada en cap font històrica fiable, i sembla tenir una base purament llegendària. A cròniques ben documentades com la Chronica regni Gothorum, de 1470, no es fa cap esment d'aquest episodi, tot i haver estat escrita per un canonge de la catedral d'Uppsala, interessat, per tant, a emfasitzar fets relatius a un hipotètic sant bisbe i màrtir de la diòcesi.
La llegenda del bisbe Enric sembla haver estat escrita cap al 1280-1290, amb motiu de la consagració de la catedral de Turku, potser amb la intenció de donar un passat cristià, amb un sant màrtir, a la seu primada del territori. En aquest moment, les suposades restes del bisbe van ser portades a Turku des de Nousiainen, una parròquia propera.
La primera menció al bisbe en un document històric data de 1298, quan és esmentat a un document d'un sínode d'Uppsala. En 1320 apareix citat com a patró de la catedral de Turku, amb la Mare de Déu; documents anteriors, tot i que fan referència a la catedral i els seus patrons, no l'anomenen mai.
De fet, no hi ha documentació sobre cap bisbe d'Uppsala anomenat Enric durant l'època d'Eric IX, ni de cap bisbe d'aquest nom a Finlàndia; les primeres cartes pontifícies que fan referència a un bisbe a Finlàndia daten del començament del segle xiii, però no n'esmenten el nom. A més, cap document de la diòcesi d'Uppsala anterior a mitjan segle xiii fa referència a Finlàndia. Avui, els historiadors consideren que la història del bisbe Enric i la croada contra Finlàndia és llegendària, fet d'altra banda no gens estrany en l'hagiografia medieval.
El culte al sant apareix, doncs, en aquest moment, al final del segle xiii, amb el suport de l'església local i vinculat al d'Eric el Sant, i en el moment de la invasió sueca a les terres de Nóvgorod, amb la qual es va voler fer un paral·lelisme. La llegenda implica que l'establiment de l'església a Finlàndia va ser obra del sant bisbe d'Uppsala i del rei de Suècia, fent el territori finès deutor de la corona sueca.

## Veneració
Encara que mai no va ser canonitzat, va ser venerat des del final del segle xiii, quan ja és anomenat "sant" en alguns documents eclesiàstics. El culte al sant bisbe va trigar a estendre's a Suècia: en 1344 no n'hi havia relíquies a Uppsala; el culte es limitava llavors a la diòcesi de Turku. L'abadia de Vadstena va tenir un paper important en la difusió de la llegenda d'Enric durant el segle xv. Avui, el seu culte és local, a Suècia, Finlàndia i Noruega, principalment, i en alguns llocs del nord d'Alemanya.
La festivitat era el 19 de gener, per evitar la coincidència de l'aniversari de la seva mort, el 20 de gener, amb altres festivitats del santoral. A Turku, fins al segle xvi, s'havia celebrat el 20 de gener. La primera menció a aquesta festivitat és de 1335. El 18 de juny se celebrava el Kesäheikki ("Enric d'estiu"), aniversari del trasllat de les relíquies a Turku.

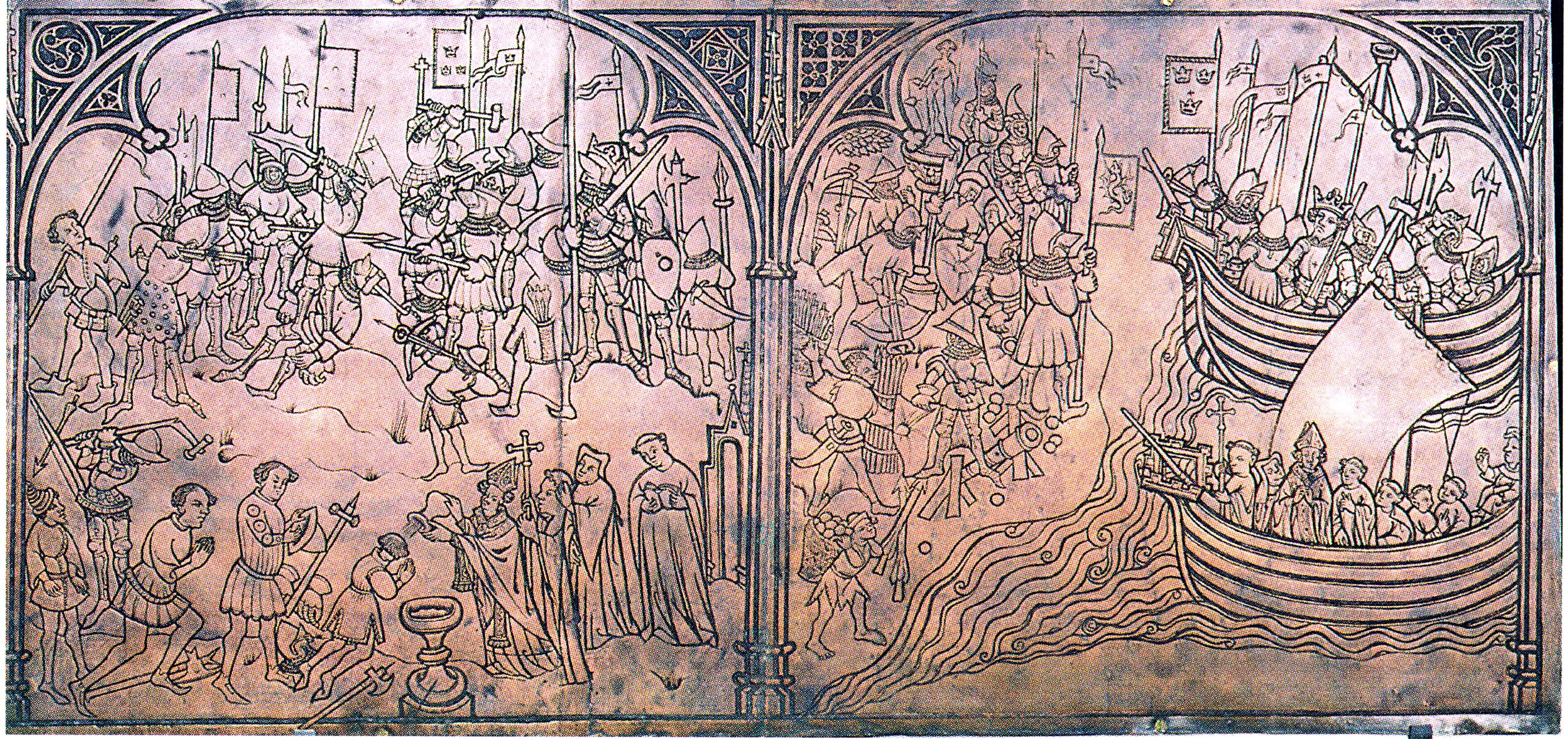
Episodis de la conquesta de Finlàndia, gravats a l'antic sepulcre d'Enric, del s. XV, a Nousiainen
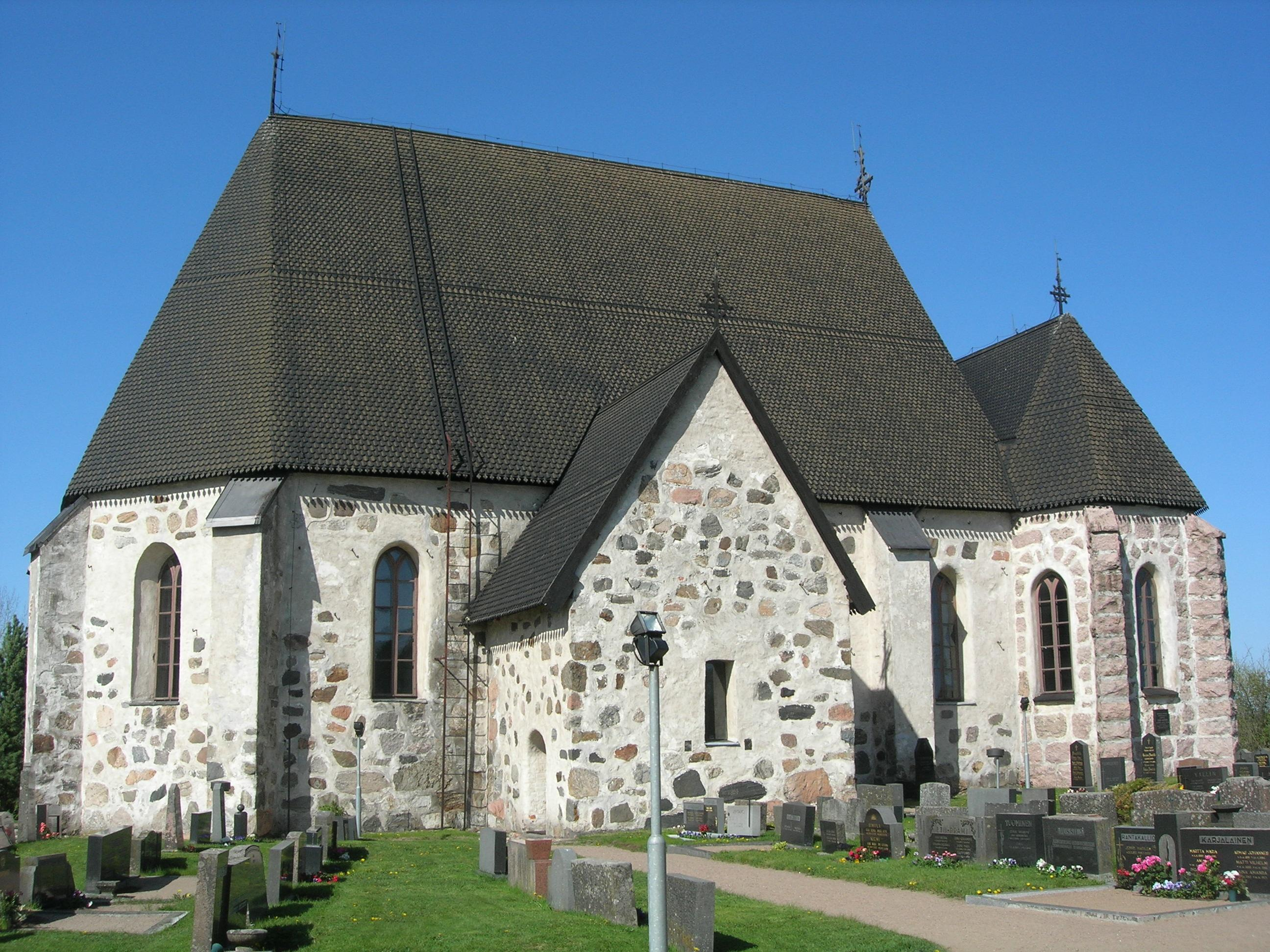
Església medieval de Nousiainen, on havia estat suposadament enterrat el bisbe
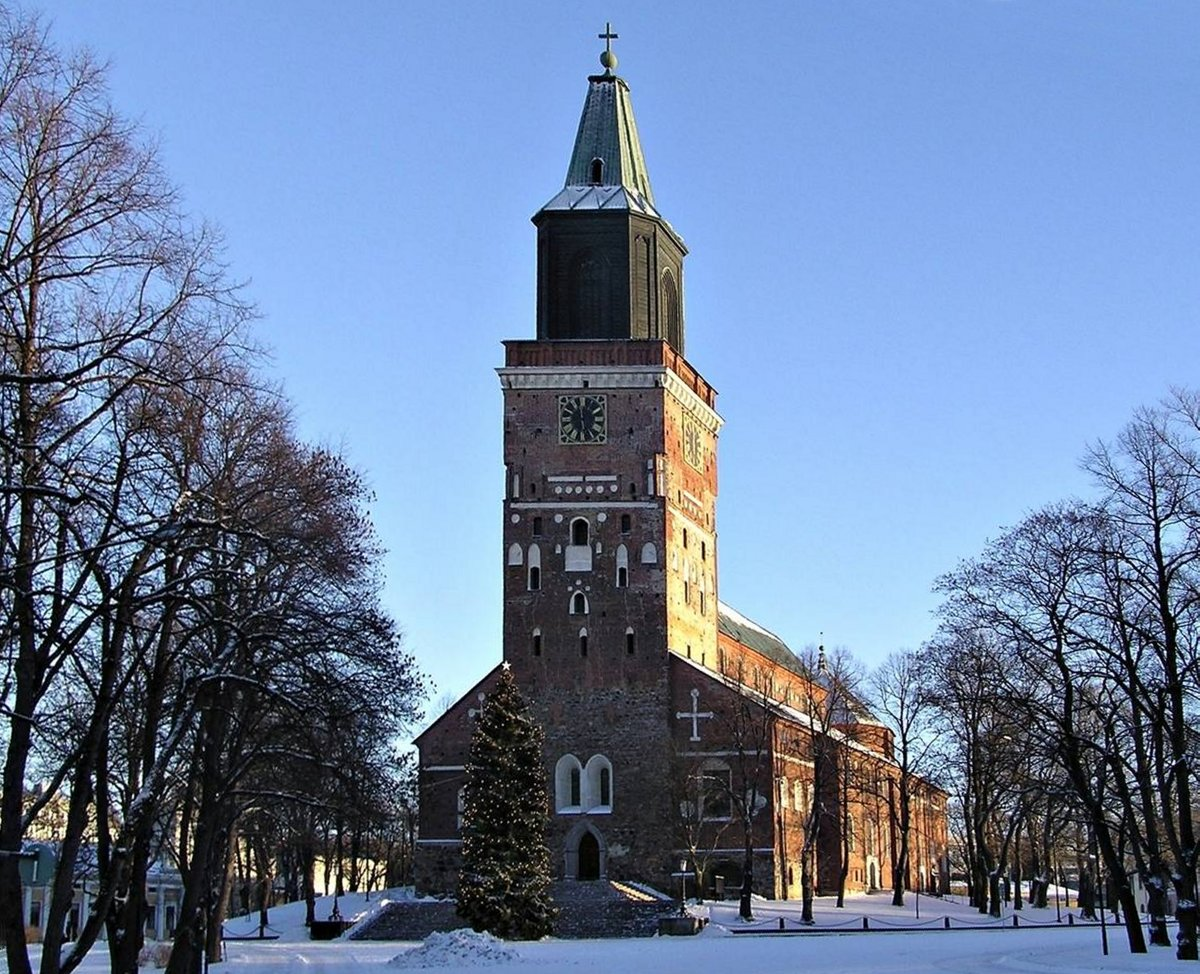
Catedral de Turku, primer centre del culte a Enric
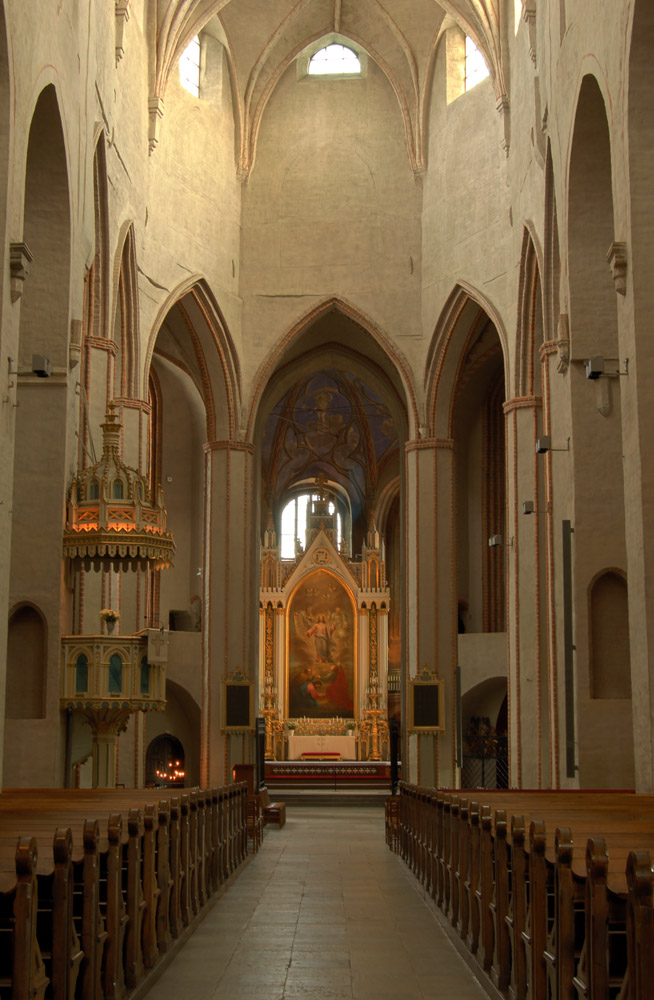
Interior de la catedral de Turku, on hi ha el reliquiari del bisbe

Les suposades restes del sant havien estat traslladades a la catedral de Turku cap al 1300. En 1720, durant l'ocupació russa del territori, van ser portades a Sant Petersburg i s'hi van perdre. Es pensa que el vaixell que les transportava es va enfonsar. Un fragment de dit del bisbe es conserva en un reliquiari de Turku des de 1514, que és l'única resta conservada de les antigues. Als anys noranta del segle xx, la relíquia va ser traslladada a la Catedral de Sant Enric de Hèlsinki, però en 2007 va tornar a Turku.
L'illa de Kirkkokari al llac Köyliönjärvi és un lloc de pelegrinatge, com a lloc de la mort del sant bisbe.